# 姜国平
姜国平（1962年10月—），山东乳山人，中国人民解放军海军中将。
姜国平出身于海军干部家庭，毕业于大连舰艇学院。曾任航海长，副舰长，护卫舰舰长，驱逐舰舰长，海军北海工程设计院院长，海军南海舰队汕头水警区司令员。2011年9月，任海军大连舰艇学院院长。2014年9月，任海军北海舰队副参谋长。2014年12月至2015年4月，担任中国人民解放军海军索马里护航行动编队指挥员，负责亚丁湾护航等任务。同时也是也门撤侨任务编队指挥员，12天内指挥海军舰艇安全撤离了897名中外公民。2015年4月，升任海军北海舰队参谋长。2017年1月，改任中央军委联合参谋部参谋长助理。2018年2月24日，当选为第十三届全国人大代表。2019年6月，升任北部战区副司令员，2021年兼任北部战区参谋长。。2019年10月1日，在庆祝中华人民共和国成立70周年大会阅兵式上率领导指挥方队接受检阅。
2012年，晋升海军少将军衔。2019年12月，晋升海军中将军衔。